# Comuna Rudenkivka, Novi Sanjarî
Rudenkivka (în ucraineană Руденківка) este o comună în raionul Novi Sanjarî, regiunea Poltava, Ucraina, formată din satele Dubîna, Mareanivka, Pudlivka și Rudenkivka (reședința).

## Demografie
Componența lingvistică a comunei Rudenkivka
     Ucraineană (96,41%)
     Rusă (3,22%)
     Alte limbi (0,26%)
Conform recensământului din 2001, majoritatea populației comunei Rudenkivka era vorbitoare de ucraineană (96,41%), existând în minoritate și vorbitori de rusă (3,22%).